# Leopold Regensburger
Leopold Regensburger (27. Februar 1834 in Eppingen – 22. Januar 1900 in Karlsruhe) war einer der erfolgreichsten Anwälte in Baden in der zweiten Hälfte des 19. Jahrhunderts.

## Kindheit in Eppingen
Leopold Regensburger stammte aus einer alteingesessenen jüdischen Kaufmannsfamilie, die schon zu Beginn des 18. Jahrhunderts in Eppingen nachweisbar ist. Sein Großvater Isaak Moses Regensburger (1745–1819) war lange Jahre Vorsteher der jüdischen Gemeinde Eppingen.
Der Vater von Leopold Regensburger, Lemmle Regensburger (1780–1855), heiratete in dritter Ehe Zierle (Cäcilie) geborene Mayer (1804–1858) und hatte neben den Kindern aus erster und zweiter Ehe noch fünf Kinder aus dieser Ehe. Neben Leopold noch die Geschwister Isaak (* 4. August 1822; † 14. Dezember 1866), Zipora (* 27. März 1830; † 20. März 1833), Meier (* 26. Mai 1832; † 23. April 1833) und Clara (Klara) (* 20. April 1844; † 16. Juli 1911).
Nach dem Besuch des Schönborn-Gymnasiums in Bruchsal bis zum Ende der 10. Klasse, setzte Leopold Regensburger seine Gymnasialzeit auf dem Karlsruher Lyzeum fort, wo er die Reifeprüfung ablegte. Danach studierte er an der juristischen Fakultät der Universität Heidelberg. 
Seine Schwester Clara schrieb über ihn: Aber gerade was den Bruder Leopold  betrifft, hat sich doch Vater recht geirrt. Er hatte nur eingewilligt, ihn studieren zu lassen, als zu schwächlich und unpraktisch für den Kaufmannsberuf. (...) Er brachte es zu einem Einkommen als Anwalt, wie es vor ihm noch keiner im badischen Land hatte...

## Ausbildung und Karriere
1858 war Leopold Regensburger Rechtspraktikant und ab 1860 Referendar. 1863 erhielt er eine Stelle als Staatsanwalt in Heidelberg und wurde 1867 zum Kriegsgerichtsrat ernannt. Am 12. August 1867 heiratete er Friederike geborene Hermann.
Im November 1867 gegen seinen Willen nach Offenburg versetzt, schied er aus dem Staatsdienst aus und ließ sich ab 1868 als Rechtsanwalt in Heidelberg nieder. Da es in Mannheim mehr Aufträge für einen Rechtsanwalt gab, siedelte er 1872 nach Mannheim über.
Seine Karriere setzte er 1880 als Anwalt beim Oberlandesgericht Karlsruhe fort. Im Jahre 1886 erfolgte seine Ernennung zum Fiskalanwalt als Nachfolger von Rudolf Kusel, dem ersten jüdischen Abgeordneten Badens. Leopold Regensburger galt als einer der begabtesten und kenntnisreichsten badischen Anwälte. Als Anerkennung seiner Leistungen wurde ihm das Ritterkreuz I. Klasse des Ordens vom Zähringer Löwen mit Eichenlaub verliehen. Der Öffentlichkeit wurde er bekannt als Vertreter des Fiskus in einem Steuerprozess mit dem Fürsten von Fürstenberg.
Leopold Regensburger starb am 22. Januar 1900 in Karlsruhe an den Folgen eines Schlaganfalls.
Die Stadt Eppingen benannte 1995 nach Leopold Regensburger eine Straße im Neubaugebiet Hellberg.